# Ingrid Bergman
Ingrid Bergman (n. 29 august 1915, Stockholm, Suedia - d. 29 august 1982, Londra, Marea Britanie) a fost o actriță de film, de origine suedeză, laureată cu trei premii Oscar, laureată a triplei recunoașteri filmice numită Triple Crown of Acting, o categorie aparte pentru actorii și actrițele care sunt câștigători ai premiilor Oscar, Tony și Emmy.
A jucat în numeroase filme, între care cel mai cunoscut rămâne Casablanca (1942).

## Filmografie selectivă
- 1942 Casablanca, regia Michael Curtiz
- 1943 Pentru cine bat clopotele, regia Sam Wood
- 1944 Lumina de gaz (Gaslight), regia George Cukor
- 1946 Notorious, regia Alfred Hitchcock
- 1948 Arcul de triumf, regia Lewis Milestone
- 1956 Anastasia, regia Anatole Litvak
- 1961 Vă place Brahms?, regia Anatole Litvak
- 1964 Rolls Royce-ul galben (The Yellow Rolls-Royce), regia Anthony Asquith
- 1964 Vizita (The Visit), regia Bernhard Wicki
- 1969 Floarea de cactus (Cactus Flower), regia Gene Saks
- 1970 Plimbare în ploaia de primăvară (A Walk in the Spring Rain), regia Guy Green
- 1974 Crima din Orient Express (Murder on the Orient Express), regia Sidney Lumet